# 加比·坎宁安
加比·坎宁安（英語：Gabbi Cunningham，1998年2月22日—），美国女子田径运动员，2017年泛美U20田径锦标赛女子4×100米接力金牌得主和女子200米铜牌得主、2022年世界室内田径锦标赛女子60米栏铜牌得主。